# Ліцзян (селище)
Ліцзян (кит. спр. 澧江镇, піньїнь: Lĭjiāng Zhèn) — містечко в південнокитайській провінції Юньнань, адміністративний центр Юаньцзян-Хані-Ї-Дайського автономного повіту у префектурі Юйсі.

## Географія
Ліцзян розташовується на заході Юньнань-Гуйчжоуського плато, лежить на річці Хонгха.

### Клімат
Містечко знаходиться у зоні, котра характеризується вологим субтропічним кліматом. Найтепліший місяць — травень із середньою температурою 28.9 °C (84 °F). Найхолодніший місяць — січень, із середньою температурою 17.8 °С (64 °F).
| Клімат Ліцзяну          | Клімат Ліцзяну | Клімат Ліцзяну | Клімат Ліцзяну | Клімат Ліцзяну | Клімат Ліцзяну | Клімат Ліцзяну | Клімат Ліцзяну | Клімат Ліцзяну | Клімат Ліцзяну | Клімат Ліцзяну | Клімат Ліцзяну | Клімат Ліцзяну | Клімат Ліцзяну |
| Показник                | Січ.           | Лют.           | Бер.           | Квіт.          | Трав.          | Черв.          | Лип.           | Серп.          | Вер.           | Жовт.          | Лист.          | Груд.          | Рік            |
| Середній максимум, °C   | 24             | 26             | 31             | 33             | 34             | 34             | 33             | 33             | 32             | 30             | 27             | 24             | 30             |
| Середня температура, °C | 18             | 20             | 23             | 27             | 29             | 29             | 29             | 28             | 27             | 25             | 21             | 18             | 24             |
| Середній мінімум, °C    | 11             | 13             | 16             | 20             | 23             | 24             | 24             | 24             | 22             | 20             | 16             | 12             | 18             |
| Норма опадів, мм        | 10             | 15             | 19             | 41             | 97             | 128            | 118            | 135            | 80             | 67             | 48             | 20             | 776            |
| ----------------------- | -------------- | -------------- | -------------- | -------------- | -------------- | -------------- | -------------- | -------------- | -------------- | -------------- | -------------- | -------------- | -------------- |
| Джерело: Weatherbase    |                |                |                |                |                |                |                |                |                |                |                |                |                |